# Asclepiodor (pintor)
Asclepiodor (grec antic: Ἀσκληπιόδωρος) fou un pintor atenenc contemporani d'Apel·les de Colofó conegut per una referència de Plutarc, segons el qual el mateix Apel·les el considerava millor que ell mateix en simetria i correcció del dibuix.